# Château de Viana do Alentejo
Le château de Viana do Alentejo est une fortification militaire médiévale située dans la freguesia de Viana do Alentejo (pt), sur le territoire de la municipalité de Viana do Alentejo (district d'Évora, Portugal),.
À peu près à égale distance des villes d'Évora et de Beja, le château se dresse au pied sud du mont San Vicente, dominant la vieille ville. Avec le château d'Alvito, il est considéré comme l'un des ensembles architecturaux fortifiés les plus remarquables de la fin du gothique. Son nom, Viana do Alentejo, est lié au titre de noblesse de la famille Meneses, premiers comtes de Viana, qui se distinguèrent lors des campagnes portugaises au Maroc au XVe siècle.
Il est classé Monument national depuis 1910.

## Historique
On pense que la première occupation du site remonte à l'époque de la conquête romaine de la péninsule Ibérique, à en juger par les preuves archéologiques trouvées à proximité, en particulier sur le site de Paredes (à l'est de Viana do Alentejo) et sur le site de la chapelle de Nossa Senhora d'Aires (pt), où des vestiges de bâtiments, une nécropole avec des pierres tombales et des pièces de monnaie romaines de l'époque des premiers empereurs ont été identifiés. Les invasions barbares et, plus tard, des Musulmans ont maintenu l'exploitation agricole de la région, qui a persisté jusqu'à ce qu'elle soit atteinte par les luttes de la recon quête chrétienne, lorsqu'elle est passée aux mains des Portugais au moment de la conquête d'Évora et de Beja voisines.

### Le château médiéval
Ses domaines, qui faisaient à l'origine partie d'un domaine appelé Foxem, propriété du Conseil municipal d'Évora, furent donnés par celui-ci, dans les premières années de la seconde moitié du XIIIe siècle, à Egídio Martins, intendant de la Curie à l'époque d'Alphonse III (1248-1279), restant en possession de ses descendants.

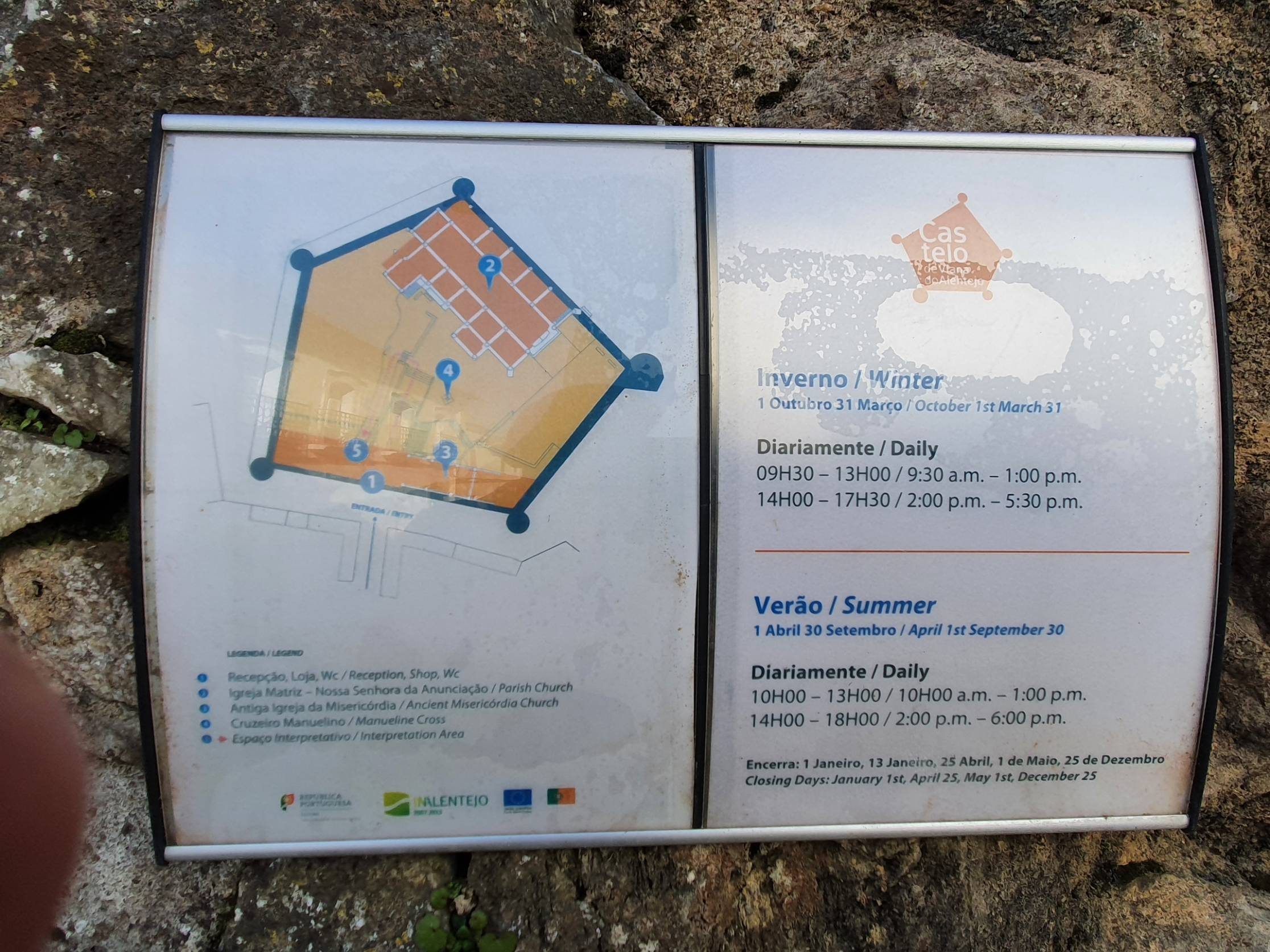
Plan du château

Après la mort de Dom Martim Gil, seigneur de ces domaines, le roi Denis Ier (1279-1325) en prit possession et délivra une charte forale à la ville (1313), un document dans lequel elle est nommée Viana-de-a-par-de-Alvito, réglementant ses relations et faisant don de cent livres pour ses travaux de fortification. Ainsi commencèrent les travaux de construction du château et de la muraille de la ville. L'année suivante (1314), la ville et ses domaines furent donnés par le souverain à son fils, le futur Alphonse IV, avec la clause qu'ils ne seraient transférés à personne d'autre qu'à son épouse, l'infante castillane Béatrice, ce qu'il fit effectivement en 1357, quelques jours avant sa mort.

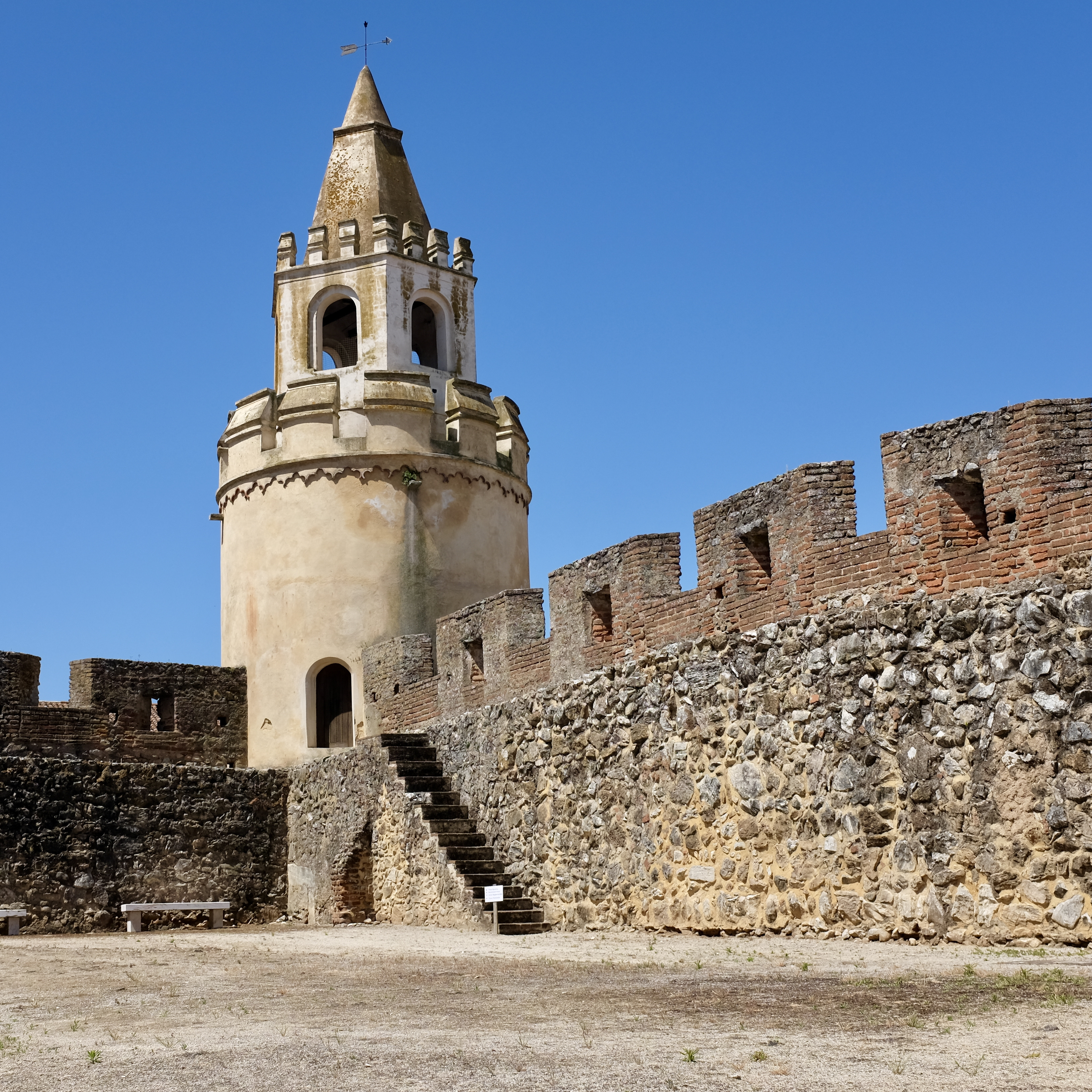
Une tour d'engle et le chemin de ronde.

Sous le règne de Jean II (1481-1495), ces défenses furent remodelées. Le souverain, après avoir réuni les Cortes à Évora le 12 novembre 1481, les transféra à Viana, où elles se terminèrent le 7 avril 1482. À cette occasion, le souverain utilisa le château de Viana comme résidence temporaire. Un événement similaire se produisit en 1489, lorsque Viana de Alvito fut choisie comme lieu des grandes festivités organisées pour le mariage de son fils, le prince Alphonse, avec l'infante Isabelle de Castille en janvier et février 1491. Des travaux de rénovation de l'église paroissiale furent également entrepris à cet effet.
Ces travaux se poursuivirent sous le règne de son successeur, Manuel Ier (1495-1521), sous la direction des architectes Martim Lourenço, Diogo et Francisco de Arruda. Au château, on remarque la construction d'une nouvelle muraille, dûment crénelée.
Au cours des siècles suivants, les monuments du château disparurent cependant, notamment les douves environnantes et les ponts qui menaient au château.

### DuXXesiècleà nos jours
Cependant, l'intervention publique ne se manifeste que dans les années 1940, avec des travaux menés par la Direction générale des bâtiments et monuments nationaux, qui consistent à consolider et à restaurer les murailles et les créneaux.

## Caractéristiques

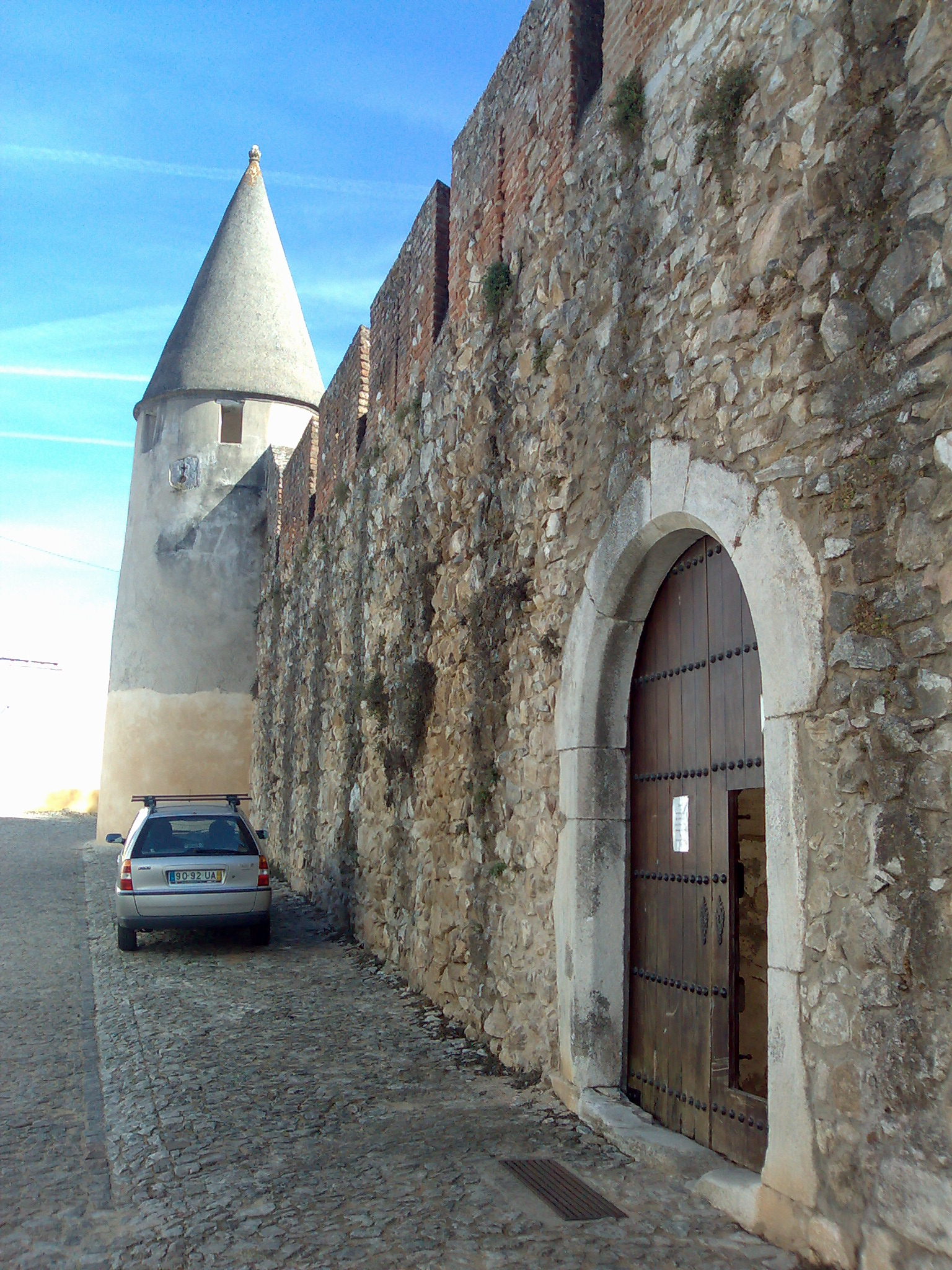
La muraille et une porte d'accés.

Le château gothique présente, outre des volumes du Trecento, des ornements manuélins et mudéjars, fruit de différentes périodes de construction. Il conserve généralement un plan pentagonal irrégulier, composé de cinq courtines reliées entre elles, soutenues par des tourelles cylindriques à leurs angles, délimitant la cour. Le sommet de ces murailles est doté d'un chemin de ronde, et les tourelles sont surmontées de flèches en maçonnerie. La plus grande de ces tourelles a été transformée en donjon. Les façades sud, est, ouest-nord-est et nord-ouest sont surmontées de merlons et de créneaux. Les courtines sud et nord-ouest comportent respectivement la Porta da Matriz et la Porta da Misericórdia, cette dernière ouvrant directement sur le narthex du temple.
À l'intérieur des murs, le château est complété par les bâtiments des églises de la Misericórdia et de la Matriz, l'ancien hôtel de ville et la chapelle de Santo António, mis en valeur par l'harmonie des jardins environnants.

## Galerie

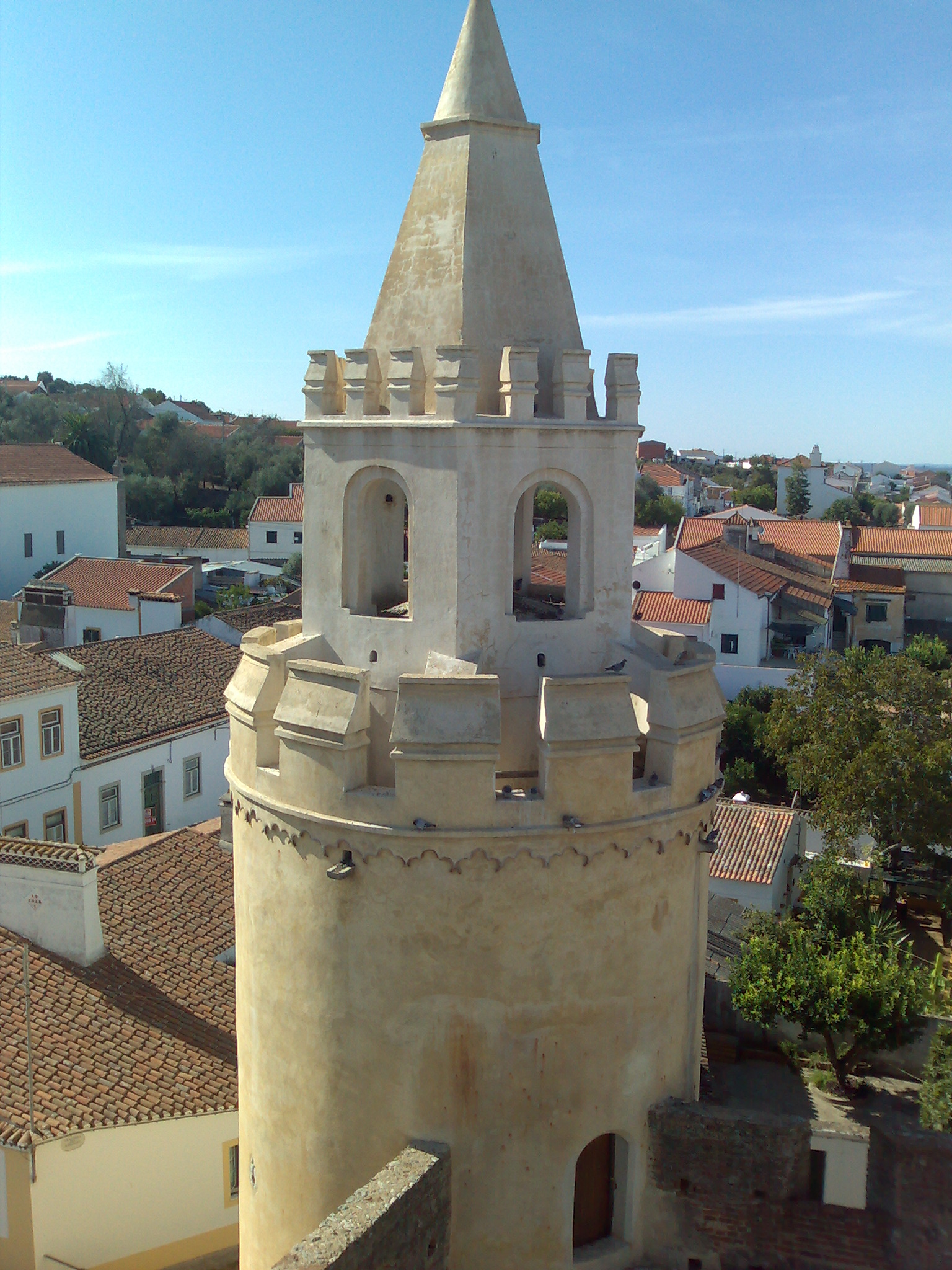
Le donjon.
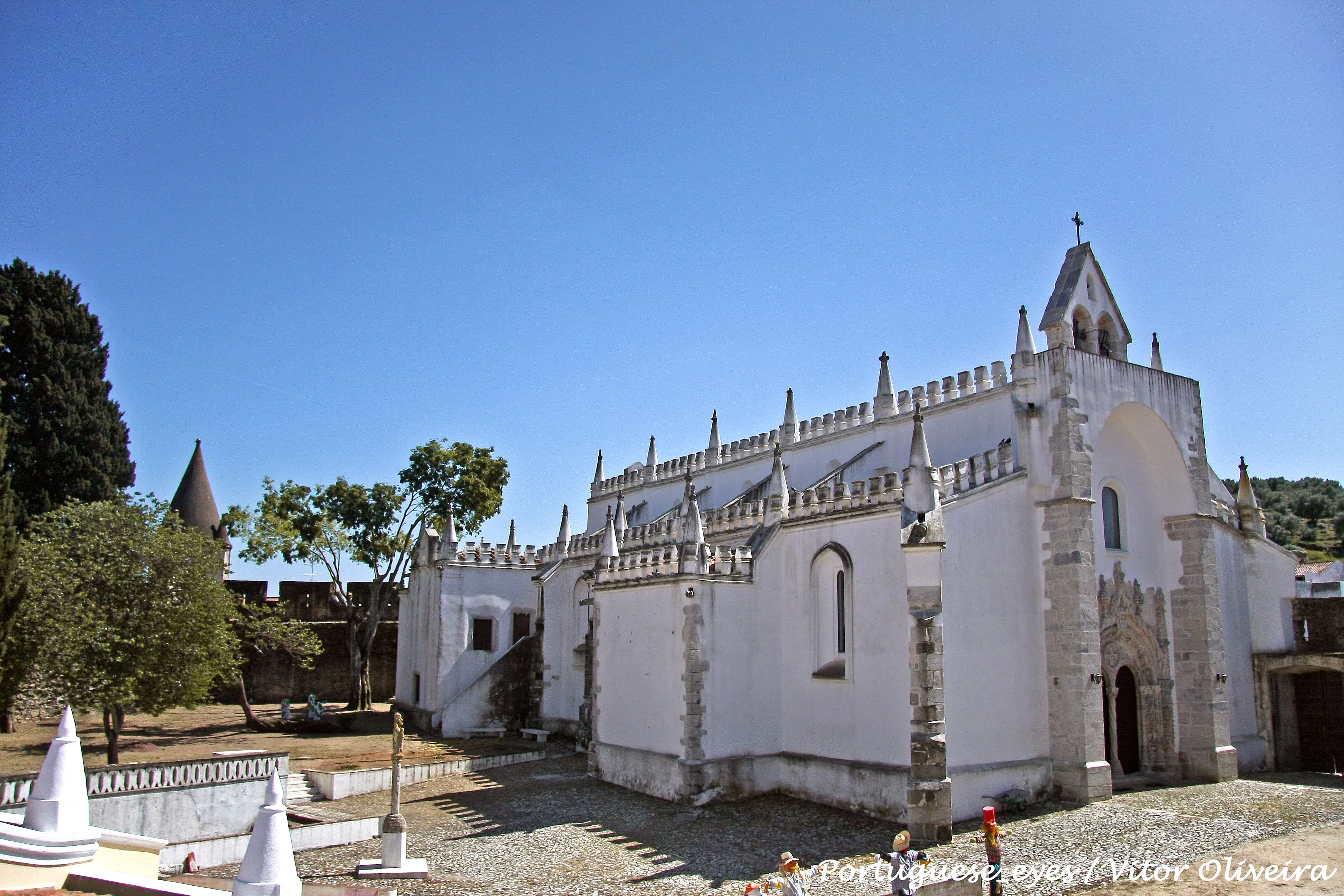
L'église Matriz de Viana do Alentejo.